# Santi Protomartiri a Via Aurelia Antica
Koordinaten: 41° 53′ 40,5″ N, 12° 26′ 28,8″ O
Santi Protomartiri a Via Aurellia Antica ist eine Pfarr- und Titelkirche im römischen Quartier Aurelio an der Via Angelo Di Pietro. Sie ist den Heiligen Ersten Märtyrern von Rom geweiht, welche durch den römischen Kaiser Nero im Zeitraum zwischen Juli 64 und 67 verfolgt und ermordet wurden.

## Geschichte
Am 19. Mai 1954 wurde durch das Dekret von Kardinalvikar Clemente Micara die Pfarrei gegründet. Die Kirche wurde nach den Plänen von Francesco Fornari gebaut und 1968 geweiht.
Seit dem 29. April 1969 ist sie Titelkirche für einen Kardinalpriester.

## Gestaltung
Der Grundriss erinnert an ein Malteserkreuz. Das Gebäude wurde im neoklassizistischen Stil mit roten Backsteinen mit weißen Steindetails. Vor der Eingangsfassade ist ein offener Portikus mit horizontalen Dach. 

## Kardinalpriester
Folgende Personen waren Kardinalpriester dieser Kirche:
- Joseph-Albert Malula, Erzbischof von Kinshasa, 28. April 1969 – 14. Juni 1989
- Henri Schwery, Bischof von Sitten, 28. Juni 1991 – 7. Januar 2021
- Anthony Poola, Erzbischof von Hyderabad, seit 2022